# آنتونیو پاگانین
آنتونیو پاگانین (انگلیسی: Antonio Paganin؛ زادهٔ ۱۸ ژوئن ۱۹۶۶) بازیکن فوتبال اهل ایتالیا است.
از باشگاه‌هایی که در آن بازی کرده‌است می‌توان به باشگاه فوتبال هلاس ورونا، باشگاه فوتبال اینتر میلان، باشگاه فوتبال بولونیا، باشگاه فوتبال اودینزه، باشگاه فوتبال سمپدوریا، و باشگاه فوتبال آتالانتا اشاره کرد.